# Wadi Rajil
Wadi Rajil este un pârâu sezonier (wadi) în Regiunea Badia din estul Iordaniei și sudul Siriei. Își are originea în Jabal al-Druzi și curge spre sud prin Harrat al-Sham în oaza Azraq. Unul dintre cursurile de apă majore din bazinul Azraq, drenează o mare parte din partea de nord a bazalticului Harrat al-Sham, care este cunoscut și sub numele de Harrat al-Rajil.